# Rex Gildo
Rex Gildo, de nombre real Ludwig Franz Hirtreiter, (Straubing, Baviera, Alemania, 2 de julio de 1936 - 26 de octubre de 1999) fue un cantante alemán de baladas de Schlager que alcanzó gran popularidad en los años 1960 y 1970, vendiendo más de 25 millones de discos y trabajando en el cine y la televisión con papeles protagónicos.
Ludwig Franz Hirtreiter adquirió el nombre artístico Alexander Gildo a mediados de los años 1950, más tarde abreviado como Rex Gildo. Durante años afirmó que había sido miembro del coro de los Gorriones de la catedral de Ratisbona antes de ir a la escuela de actuación, si bien un documental de la televisión alemana en 2009 reveló que había trabajado como aprendiz de decoración antes de conocer a Fred Miekley, quien sería su mánager y fiel compañero durante su carrera, pagándole supuestamente las lecciones de actuación, baile y canto. La primera actuación de Gildo fue con el grupo de teatro de la Münchner Kammerspiele en 1956, pero pronto daría el salto a la televisión y al cine, así como a la actuación como cantante, con famosos duetos como los que realizó con la cantante danesa Gitte Hænning como "Gitte & Rex".
Sus canciones más famosas, tales como Speedy Gonzales (1962), Goodbye Susanna (1965) y Fiesta Mexicana (1972), alcanzaron popularidad en los años 1960 y 1970s en Alemania. Su música y películas se popularizaron, aunque no tanto en el extranjero. También contó con su propio programa de televisión, Gestatten - Rex Gildo.
En 1974, Gildo se casó con su prima Marion Ohlsen. La pareja no tuvo hijos y se separaron en 1990.
Durante los años 1980 y 1990 bajó su popularidad, y sus apariciones se centraron en festivales de música folclórica, centros de compras y similares. Se afirmó también que tuvo problemas con el alcohol, aunque podría haber sido motivado por la medicación que tomó. Su última actuación, el mismo día en el que se intentó quitar la vida, fue frente a 3.000 personas en un centro de muebles en las afueras de Fráncfort.
Gildo falleció en 1999 a la edad de 63 años, después de pasar 3 días en coma inducido tras el intento de quitarse la vida al saltar desde la ventana de su apartamento como consecuencia de problemas psicológicos. Tras su muerte se publicó que era gay y tuvo una relación con Dave Klingeberg, su secretario y con quien vivió durante 7 años. Su cuerpo descansa en el cementerio Ostfriedhof en Múnich.

## Discografía
| - Das Ende der Liebe (Tell Laura I love You)/Minnetonka Mädi (1959) - Sieben Wochen nach Bombay (1960) - Yes My Darling (1960), junto a Conny Froboess - Speedy Gonzales (1962) - Zwei blaue Vergißmeinnicht (1963) - Vom Stadtpark die Laternen (1963), junto a Gitte Haenning - Zwei auf einer Bank (1964), junto a Gitte Haenning - Jetzt dreht die Welt sich nur um dich (1964), junto a Gitte Haenning - Hokuspokus (1964), junto a Gitte Haenning - Dein Glück ist mein Glück (1965), junto a Gitte Haenning - Goodbye Susanna (1965) - Augen wie zwei Sterne (1966) - Der Mond hat seine Schuldigkeit getan (1967) - Ein Ring aus Gold (1968) - Dondolo (1969) - Memories (1971) - Fiesta Mexicana (1972) - Der Sommer ist vorbei (1973) | - Marie der letzte Tanz (1974) - Der letzte Sirtaki (1975) - Küsse von dir (1976) - Love Is In The Air (1978) - Sally komm wieder (1978) - Saragossa (1979) - Holly ho Havanna (1979) - La Bandita (1980) - Wenn ich je deine Liebe verlier (1981) - Und sie hieß Julie (1983) - Und plötzlich ist es wieder da (1983) - Dir fehlt Liebe (1984) - Rendezvous auf spanisch (1984) - Mamma mia (1985) - Du ich lieb Dich (1985) - Was ist schon eine Nacht (1986) - Mexicanische Nacht (1989) - Margarita (1991) - HOSSA! HOSSA! HOSSA! (2008) |